# Wilhelm Haarmann (Jurist, 1950)
Wilhelm Haarmann (* 24. Mai 1950 in Hagen) ist ein deutscher Rechtsanwalt, Wirtschaftsprüfer und Steuerberater sowie Honorarprofessor.

## Leben
Nach dem Abitur studierte er Rechtswissenschaft an der Universität Münster und an der Universität Freiburg. Danach machte er sein Referendariat in Bielefeld. 1977 wurde Haarmann zur Rechtsanwaltschaft zugelassen. Er promovierte mit dem Thema „Wegfall der Geschäftsgrundlage bei Dauerrechtsverhältnissen“ an der Universität Münster im Jahr 1978.
Nach Tätigkeiten in der Wirtschaftsprüfungsgesellschaft Arthur Young in Frankfurt am Main wurde er als Steuerberater und Wirtschaftsprüfer zugelassen und 1983 Partner bei Peat Marwick Mitchell & Co. in München. Im Jahre 1987 gründete er mit 6 Kollegen, u. a. Alexander Hemmelrath, die interdisziplinäre Sozietät Haarmann, Hemmelrath & Partner in München. Diese Sozietät wuchs im In- und Ausland auf über 1.000 Mitarbeiter und wurde Ende 2005 aufgelöst. Von Anfang 2006 bis Februar 2013 war er Gründungspartner und Namensgeber der Haarmann Partnerschaftsgesellschaft.
Von März 2013 bis Dezember 2018 war Haarmann Partner bei der britischen Großkanzlei Linklaters in deren Büro in Frankfurt. Im Januar 2019 wechselte Haarmann als Partner in das Frankfurter Büro der US-amerikanischen Großkanzlei McDermott Will & Emery, wo er zum 31. Mai 2022 wieder ausschied.
Er war Mitglied in verschiedenen Aufsichtsräten, u. a. bei SAP AG,  Vodafone D2. Haarmann gilt als Experte auf dem Steuer- und Gesellschaftsrecht und ist durch Fachveranstaltungen und Publikationen bekannt. Er ist auch als Schiedsrichter tätig. Neben seiner beratenden Tätigkeit war Haarmann als fachlicher Autor aktiv.
2000 wurde Haarmann Honorarprofessor der Universität Bamberg. Er war für 15 Jahre (bis 2007) Mitglied des World Economic Forum. Im Vorstand des Bundesverbands deutscher Kapitalbeteiligungsgesellschaften – German Private Equity and Venture Capital Association e.V. war er von 2005 bis 2009 aktiv. Haarmann ist Chairman of the Supervisory Board der Global Panel Foundation.
Er ist verheiratet und hat eine Tochter. Er wohnt in Kronberg im Taunus.

## Schriften
- „Frankfurter Kommentar zum Wertpapiererwerbs- und Übernahmegesetz: öffentliche Übernahmeangebote (WpÜG) und Ausschluss von Minderheitsaktionären (§§ 327a - f AktG)“ Frankfurt, M.: Verl. Recht und Wirtschaft, ISBN 978-3-8005-1457-1 (2008)
- „Immobilienökonomie“ München: Oldenbourg, ISBN 978-3-486-57806-5 (2006)
- „Auslegung und Anwendung von Doppelbesteuerungsabkommen“ Köln: O. Schmidt, Bd. 26, ISBN 3-504-61526-5 (2004)
- „Öffentliche Übernahmeangebote“ Heidelberg: Verl. Recht und Wirtschaft, ISBN 3-8005-1299-8 (2002)